# Николсон (лунный кратер)
Кратер Николсон (лат. Nicholson), не путать с кратером Николсон на Марсе, — крупный молодой ударный кратер в юго-восточной области гор Рук на видимой стороне Луны. Название присвоено в честь американского астронома Сета Барнза Николсона (1891—1963) и утверждено Международным астрономическим союзом в 1970 г. Образование кратера относится к эратосфенскому периоду.

## Описание кратера

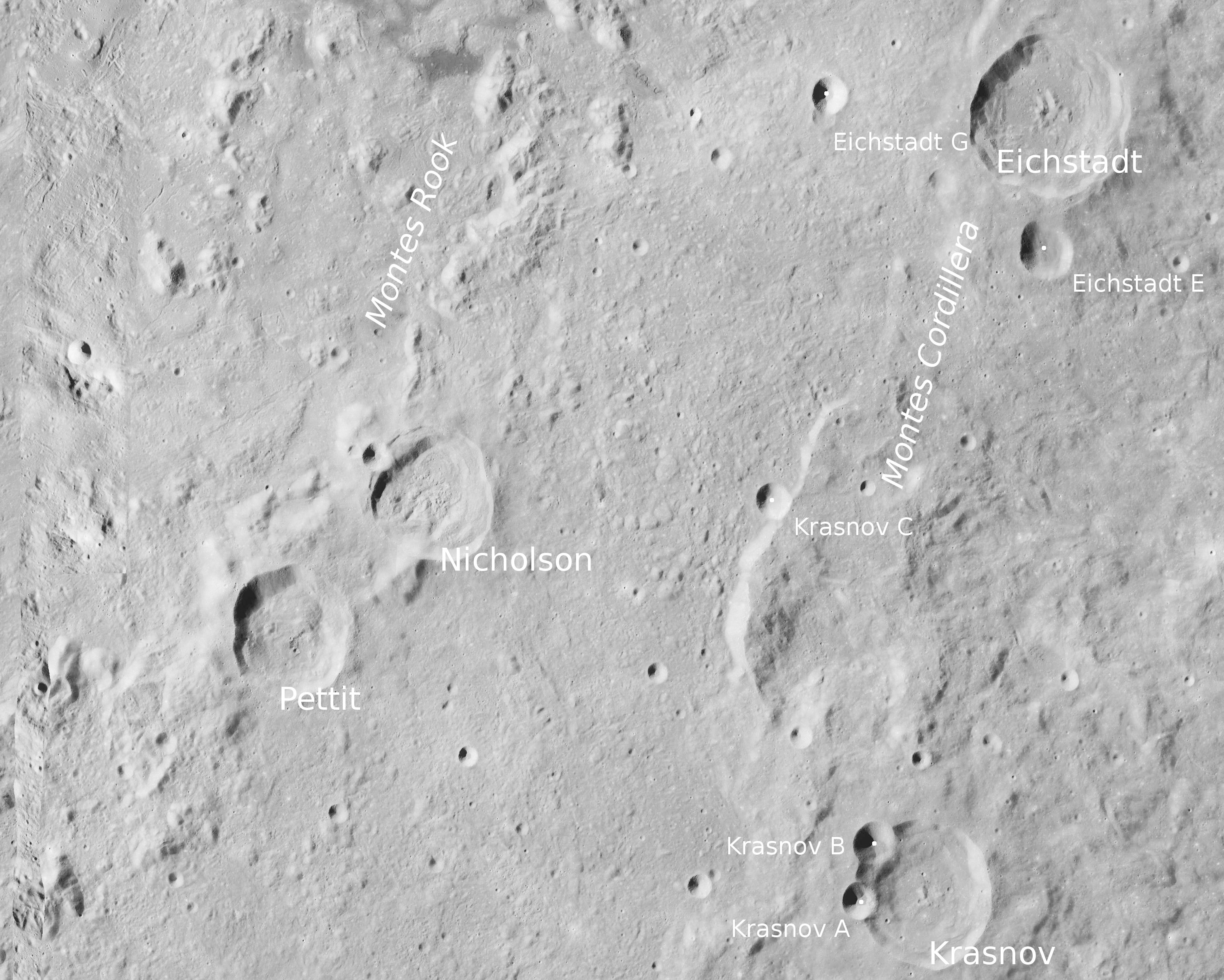
Окрестности кратера Николсон. Снимок зонда Lunar Reconnaissance Orbiter.

Ближайшими соседями кратера являются кратер Эйхштедт на северо-востоке; кратер Краснов на юго-востоке и кратер Пти на юго-западе. На северо-востоке от кратера располагается Море Восточное; на востоке – горы Кордильеры. Селенографические координаты центра кратера 26°13′ ю. ш. 85°13′ з. д. / 26,22° ю. ш. 85,21° з. д., диаметр 38,1 км, глубина 3570 м.
Кратер Николсон образован в гористой местности и имеет полигональную форму; практически не подвергся разрушению. Вал с четко очерченной острой кромкой, сглажен в северо-западной и юго-западной части. Внутренний склон вала террасовидный, неравномерный по ширине, самая узкая часть северная, наиболее широкая – юго-восточная.  Высота вала над окружающей местностью достигает 1010 м, объем кратера составляет приблизительно 1100 км³. Дно чаши пересеченное, с обилием небольших холмов и массивом центральных пиков несколько смещенных к югу от центра чаши.

## Сателлитные кратеры
Отсутствуют.

## См.также
- Список кратеров на Луне
- Лунный кратер
- Морфологический каталог кратеров Луны
- Планетная номенклатура
- Селенография
- Минералогия Луны
- Геология Луны
- Поздняя тяжёлая бомбардировка